# 帕喬格 (紐約州)
帕喬格（英語：Patchogue）是位於美國紐約州薩福克縣的村。

## 人口
根據2020年美國人口普查的數據，帕喬格的面積為6.53平方千米，當中陸地面積為5.85平方千米，而水域面積為0.67平方千米。當地共有人口12408人，而人口密度為每平方千米1,900人。